# 锏
鐧，中国传统短兵器。

## 形制
锏始见于两晋，一般而言，锏身呈长方形，有棱无刃，锏端无尖，底部有柄，一般长约65—80厘米，四面通常向内凹陷，断面呈菱形，因此又有“凹面锏”之称:115。此外，锏尚有八棱锏、刀形锏、平棱锏、竹节锏等，形制各有差异。

## 使用
锏有单锏、双锏，使用者以后者居多。其攻击手段包括上磨、下扫、中截、直劈、侧撩和绞压等法，动作讲求猛而快:115。此外，双锏锏法又有分水锏、双龙戏珠、杀手锏等招数:298。

## 社会文化影响
锏在中国民间故事中常作为鐵面無私、公正權威的象徵，例如「馬踏黃河兩岸，鐧打三州六府，威震山東半邊天」的秦瓊，又如《杨家将》小说中受御賜黃金鐧，「上打君不正，下打臣不忠」的八賢王。

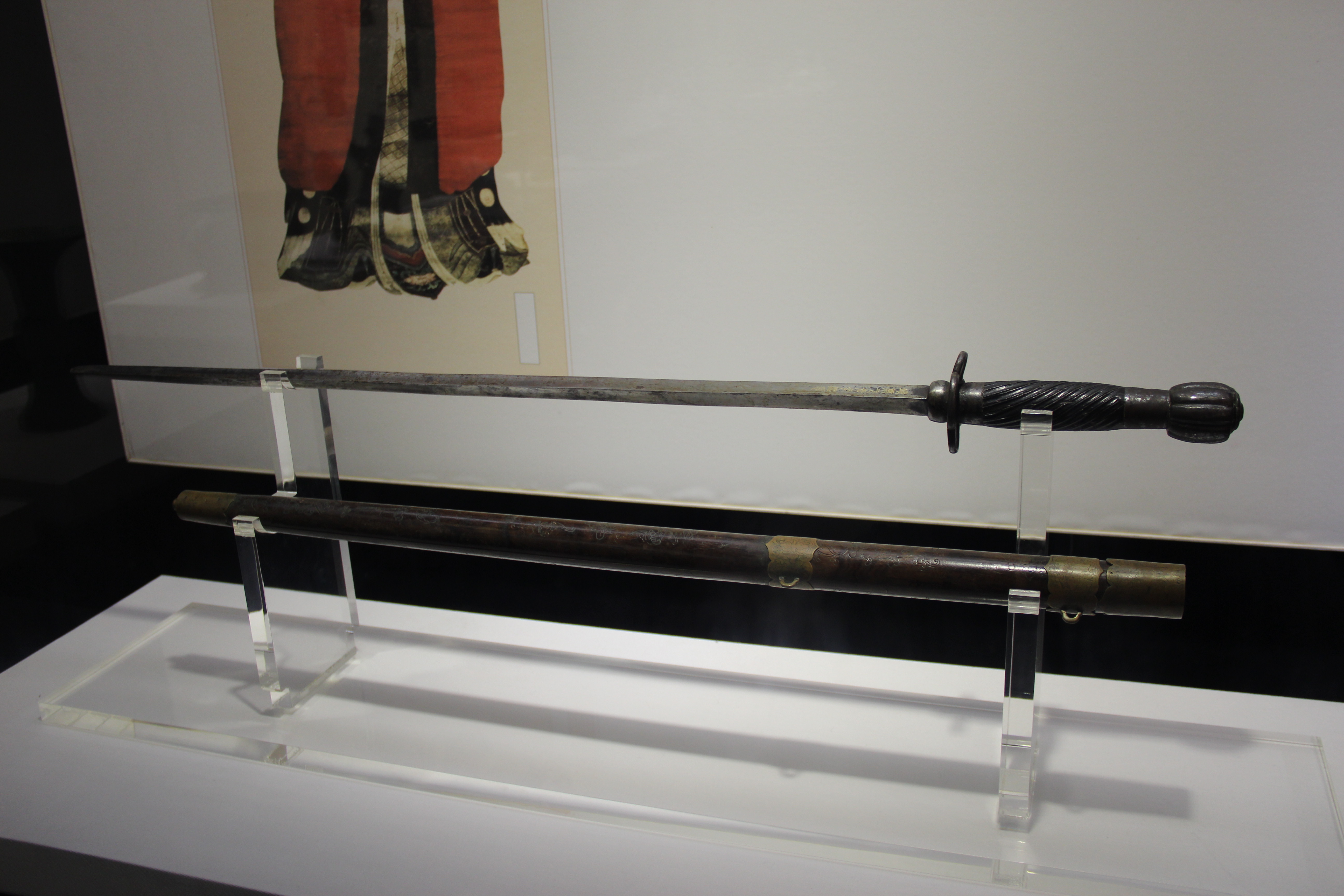
北宋大臣李綱的鐵鐧
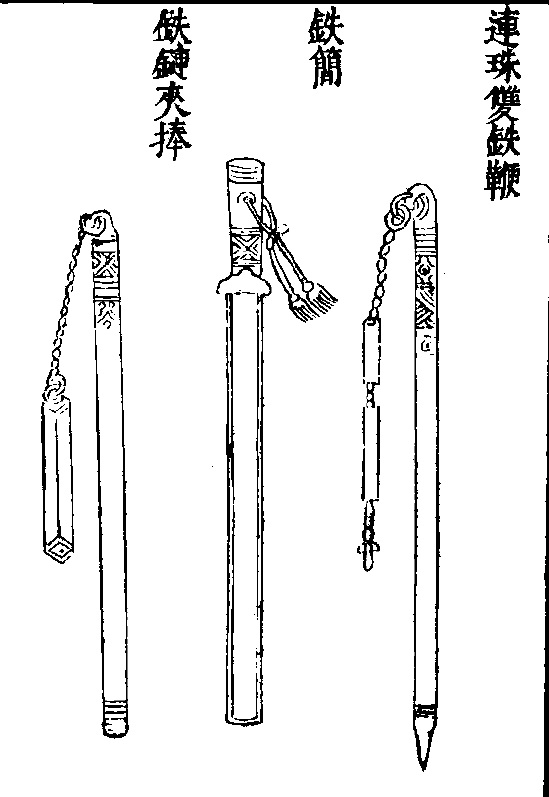
武經總要中的鐵鐧（中间）和鐵鞭（右侧）

## 参見
- 鞭
- 冷兵器
- 十八般兵器